# 內爾巴赫河
51°21′7″N 8°20′17″E / 51.35194°N 8.33806°E

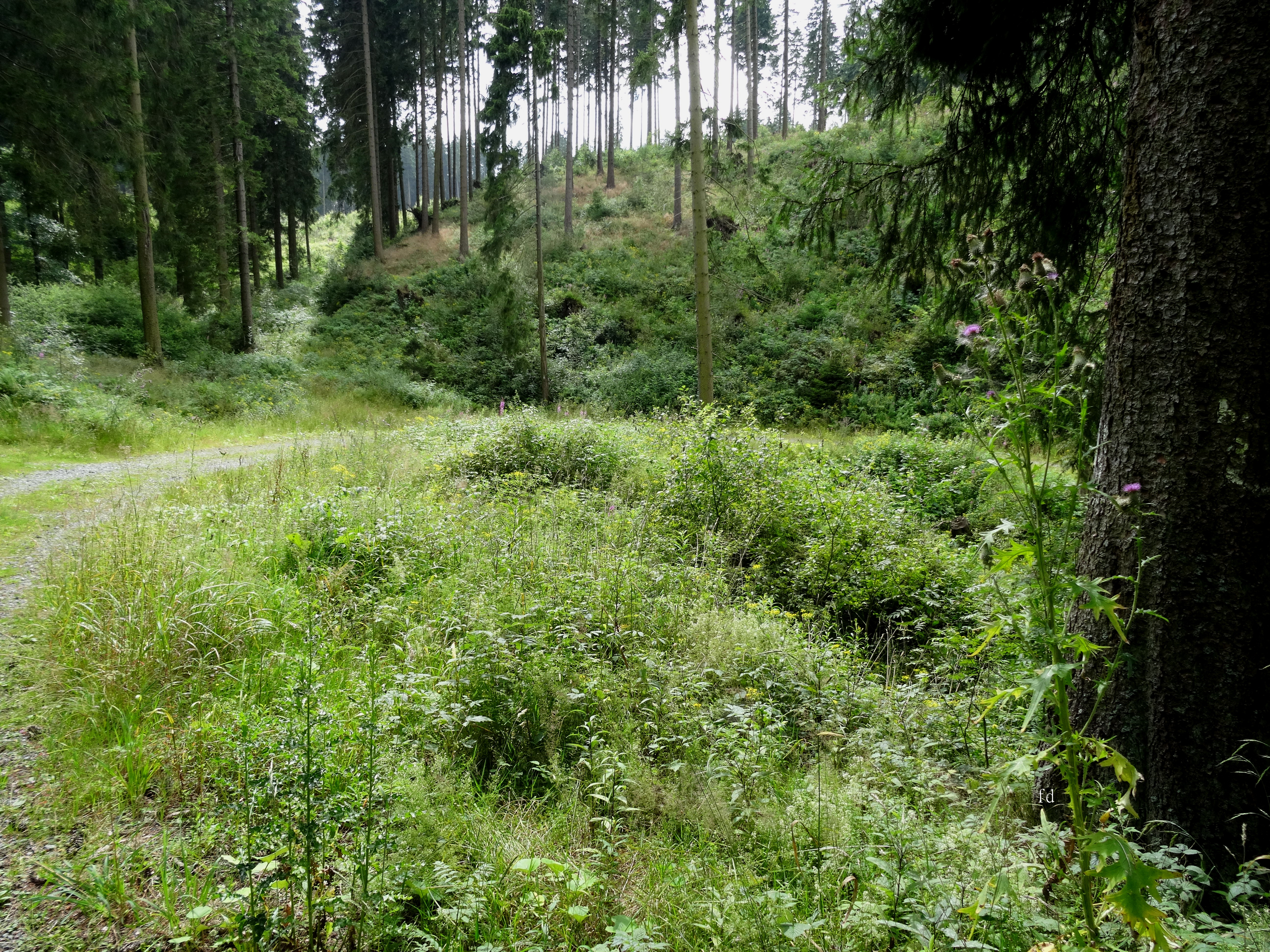

內爾巴赫河（德語：Nierbach），是德國的河流，位於該國西部，處於北萊茵-威斯特法倫州，屬於魯爾河的左支流，河道全長10.1公里，流域面積19.4平方公里。